# Communauté de communes des Vaux d'Yonne
La communauté de communes des Vaux d'Yonne est une ancienne communauté de communes française, située dans le département de la Nièvre.

## Composition
Elle était composée des communes suivantes :
| Nom                 | Code Insee | Gentilé      | Superficie (km2) | Population (dernière pop. légale) | Densité (hab./km2) |
| ------------------- | ---------- | ------------ | ---------------- | --------------------------------- | ------------------ |
| Clamecy (siège)     | 58079      | Clamecycois  | 30,26            | 3 889 (2014)                      | 129                |
| Armes               | 58011      | Armésiens    | 8,49             | 306 (2014)                        | 36                 |
| Billy-sur-Oisy      | 58032      | Billycois    | 26,65            | 386 (2014)                        | 14                 |
| Breugnon            | 58038      | Breugnonnais | 13,35            | 177 (2014)                        | 13                 |
| Brèves              | 58039      | Brèvois      | 16,64            | 278 (2014)                        | 17                 |
| Chevroches          | 58073      | Cavarocois   | 3,21             | 128 (2014)                        | 40                 |
| Dornecy             | 58103      | Dornecycois  | 17,35            | 499 (2014)                        | 29                 |
| Oisy                | 58198      | Auçois       | 17,50            | 323 (2014)                        | 18                 |
| Ouagne              | 58200      |              | 11,72            | 159 (2014)                        | 14                 |
| Rix                 | 58222      | Rixois       | 3,92             | 159 (2014)                        | 41                 |
| Surgy               | 58282      | Surgycois    | 16,03            | 370 (2014)                        | 23                 |
| Trucy-l'Orgueilleux | 58299      | Trucycois    | 13,54            | 222 (2014)                        | 16                 |
| Villiers-sur-Yonne  | 58312      | Villierois   | 15,86            | 281 (2014)                        | 18                 |

## Historique
Elle fusionne avec la communauté de communes du Val du Sauzay pour former la communauté de communes Haut Nivernais-Val d'Yonne au 1er janvier 2017.

## Sources
- Le SPLAF (Site sur la Population et les Limites Administratives de la France)
- La base ASPIC